# Faragó Szabolcs
Faragó Szabolcs (Budapest, 1975. szeptember 25. –) labdarúgó, hátvéd. Visszavonult játékos, a Dorogi FC egykori csapatkapitánya.

## Pályafutása
A perbáli származású játékos szülőfalujában kezdte a labdarúgást és ott is vált a felnőtt csapat tagjává. Honti József fedezte fel és hívta Dorogra a tehetséges és szépreményű fiatalembert 1996-ban. A váltásba hamar sikerült beleszoknia és gyakran kivívta helyét a kezdő csapatban. Rövid idő alatt biztos pontja lett a védelem tengelyének. Egymást érték a sikerek, közte bajnoki cím, majd a sikeres osztályozót követően az NB. I/B-be kerülés.
Alapjában véve egészen 2002 nyaráig sikeres időszakot tudhatott maga mögött, azonban a klub anyagi nehézségei miatt meglehetősen behatároltak voltak a lehetőségek. 2007-től jószerével a harmadosztályban való bennmaradásért és a talpon maradásért küzdöttek. Ennek ellenére is kitartott az egyesület mellett. Csupaszív játéka mellett a kiváló fejelő készség és a remek helyezkedő képesség, valamint megbízhatósága és klubhűsége jellemzi a legjobban. A védő feladatok mellett szívesen húzódik előre is és veszi ki részét a támadások vezetéséből. Elsősorban fejjel meglehetősen sokszor veszélyezteti az ellenfél kapuját és nem ritkán eredményes is. Idővel a csapat kapitányává vált.
Hosszú idő után, a 2011-2012-es évad újra a sikerekről szólt, amelyben tevékenyen vette ki a részét. A sikeres bajnoki szereplés ezüstérmet hozott, de külön érdem a csapat rendkívül kevés kapott gólja, amiben megint csak nem kis érdeme volt. Ezúttal is többször volt gólszerző, egy mérkőzésen pedig duplázni is tudott. A 2012-2013-as bajnokságban újra bajnok lett a dorogi csapattal. A bajnoki cím mellett ezúttal is meghatározó pontja volt a védelemnek, amely ezúttal is az egyik legkevesebb gólt kapta az egész mezőnyben, ugyanakkor három alkalommal iratkozott fel a gólszerzők közé. A Csorna elleni bajnokin az ő góljával sikerült győznie csapatának.
Immár 17. éve játszik a dorogi csapatban és időközben sorra előzte meg a régi nagy elődöket úgy, hogy mára csak az abszolút klubrekorder, Ilku István előzi meg a bajnoki mérkőzések számát illetően. A kiváló hátvédnek jó esélye van arra, hogy akár ezt is megdöntse, tekintve, még mindig jó kondíciónak örvend. Pályán és pályán kívül is remek közösségi szellemű egyén, akit méltán ismernek el játékostársai, szakvezetői és a szurkolók egyaránt.

## Sikerei, díjai
- Bajnoki cím (NB. III. – 1997 és 2013)
- Bajnoki ezüstérmes (NB. III. – 2012)
- Bajnoki bronzérem (NB. II. – 1999)
- NB. I/B-be jutás (1997)
- NB. I.-be jutás (kiemelt másodosztály – 2000)
- Háromszoros Magyar Kupa Megyei kupa-győztes (1996, 1997, 1999)

## Családja
Dorogon telepedett le. Polgári foglalkozása bútorasztalos. Édesapja szinte minden mérkőzésére elkíséri. Menet közben családot alapított. Apósa a híres egykori labdarúgó, Dr. Bartalos József, sógora pedig a szintén egykori neves focista, Füle Antal. A sors érdekessége, hogy felesége előző férjével, Harmat Józseffel csapattársak is voltak, jelenleg pedig a másodedzője. Házasságukból egy kisfiuk is született, aki maga is labdarúgónak készül.